# Everton Football Club
L'Everton Football Club és un club de futbol d'Anglaterra, de la ciutat de Liverpool, a Merseyside. Juga a la Premier League.

## Història

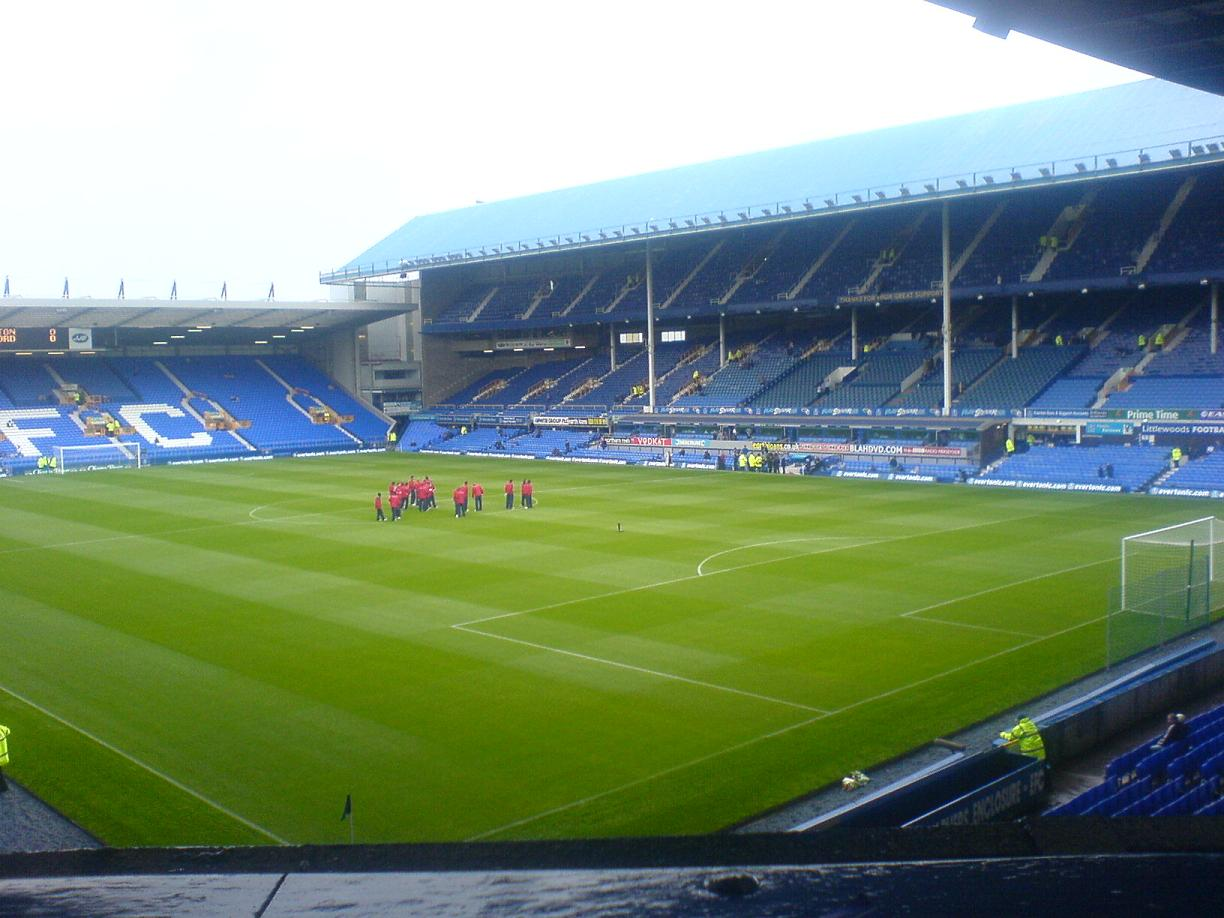
Goodison Park

L'Everton va ser fundat l'any 1878 amb el nom de St. Domingo F.C. Com va passar amb molts clubs anglesos l'Everton va començar com un equip d'església, concretament de l'església metodista de St. Domingo. El primer partit el jugà a Stanley Park, amb uns pals fets casolans. Un any després canvià el seu nom per l'actual d'Everton FC, i va rebre el sobrenom de Black Watch a causa de les seves samarretes negres amb faixa blanca. L'actual samarreta de color blau reial fou adoptada el 1901. Fou membre fundador de la Football League el 1888. El club jugà a Anfield Road, fins que el 1892 es traslladà a Goodison Park. Una de les seves millors èpoques les visqué el club a la dècada dels 30 amb figures com Dixie Dean, Tommy Lawton o Joe Mercer. Ja a la dècada dels 60 destacaren Alan Ball o Howard Kendall.
És un dels clubs anglesos que més títols ha guanyat després d'haver guanyat la Lliga Anglesa (Football League; FA Premier League des del 1992) en 9 ocasions, la FA Cup 5 vegades i una Recopa d'Europa. El 1995 va guanyar el seu títol més recent, guanyant al Manchester United FC per 1-0 en la final de la FA Cup. L'Everton és l'equip que més temporades ha jugat en la màxima categoria anglesa.
El club juga el derbi de la ciutat de Liverpool amb el Liverpool FC, amb qui ha mantingut sempre una gran rivalitat històrica des del 1894, quan el propietari de l'antic camp del club va fundar el gran rival. Aquest derbi també és anomenat "el clàssic amistós", ja que no és estrany trobar aficionats dels dos equips dins d'una mateixa família. El club blau, més antic que el vermell, gaudeix d'una gran base de fans i regularment atrau grans multituds amb una mitjana de més de 36.000 persones (el 90% de la capacitat de l'estadi) en els seus partits de local.

## Colors
Inicialment l'Everton vestí samarretes negres amb faixa blanca el que li valgué el sobrenom de Black Watch. El 1901 adoptà l'uniforme actual, samarreta de color blau reial i pantalons blancs.

## Palmarès
- 1 Recopa d'Europa de futbol: 1984-85
- 9 Lliga anglesa: 1890-91, 1914-15, 1927-28, 1931-32, 1938-39, 1962-63, 1969-70, 1984-85, 1986-87
- 5 Copa anglesa: 1905-06, 1932-33, 1965-66, 1983-84, 1994-95
- 1 Lliga anglesa de Segona Divisió: 1930-31
- 9 Community Shield: 1928, 1932, 1963, 1970, 1984, 1985, 1986, 1987, 1995

### Plantilla 2025-26
A 29 juliol 2025 
| N. | Pos. | Nac. | Jugador                     |
| -- | ---- | --- | --------------------------- |
| 1  | POR  | [[Fitxer:Flag of England.svg\|23x15px\|border \|alt=Anglaterra\|link=Selecció de futbol d'Anglaterra\|{{#if:\|]]                | Jordan Pickford             |
| 2  | DEF  | [[Fitxer:Flag of Scotland.svg\|23x15px\|border \|alt=Escòcia\|link=Selecció de futbol d'Escòcia\|{{#if:\|]]                     | Nathan Patterson            |
| 5  | DEF  | [[Fitxer:Flag of England.svg\|23x15px\|border \|alt=Anglaterra\|link=Selecció de futbol d'Anglaterra\|{{#if:\|]]                | Michael Keane               |
| 6  | DEF  | [[Fitxer:Flag of England.svg\|23x15px\|border \|alt=Anglaterra\|link=Selecció de futbol d'Anglaterra\|{{#if:\|]]                | James Tarkowski (2n capità) |
| 7  | DAV  | [[Fitxer:Flag of England.svg\|23x15px\|border \|alt=Anglaterra\|link=Selecció de futbol d'Anglaterra\|{{#if:\|]]                | Dwight McNeil               |
| 10 | DAV  | [[Fitxer:Flag of Senegal.svg\|23x15px\|border \|alt=Senegal\|link=Selecció de futbol del Senegal\|{{#if:\|]]                    | Iliman Ndiaye               |
| 11 | DAV  | [[Fitxer:Flag of France (1794–1815, 1830–1974).svg\|23x15px\|border \|alt=França\|link=Selecció de futbol de França\|{{#if:\|]] | Thierno Barry               |
| 14 | DAV  | [[Fitxer:Flag of Guinea-Bissau.svg\|23x15px\|border \|alt=Guinea Bissau\|link=Selecció de futbol de Guinea Bissau\|{{#if:\|]]   | Beto                        |
| 15 | DEF  | [[Fitxer:Flag of Ireland.svg\|23x15px\|border \|alt=Irlanda\|link=Selecció de futbol de la República d'Irlanda\|{{#if:\|]]      | Jake O'Brien                |
| 17 | DAV  | [[Fitxer:Flag of Portugal (official).svg\|23x15px\|border \|alt=Portugal\|link=Selecció de futbol de Portugal\|{{#if:\|]]       | Youssef Chermiti            |
| 19 | DEF  | [[Fitxer:Flag of Ukraine.svg\|23x15px\|border \|alt=Ucraïna\|link=Selecció de futbol d'Ucraïna\|{{#if:\|]]                      | Vitaliy Mykolenko           |

| N. | Pos. | Nac. | Jugador                 |
| -- | ---- | --- | ----------------------- |
| 23 | DEF  | [[Fitxer:Flag of Ireland.svg\|23x15px\|border \|alt=Irlanda\|link=Selecció de futbol de la República d'Irlanda\|{{#if:\|]] | Séamus Coleman (capità) |
| 24 | MIG  | [[Fitxer:Flag of Argentina.svg\|23x15px\|border \|alt=Argentina\|link=Selecció de futbol de l'Argentina\|{{#if:\|]]        | Carlos Alcaraz          |
| 27 | MIG  | [[Fitxer:Flag of Senegal.svg\|23x15px\|border \|alt=Senegal\|link=Selecció de futbol del Senegal\|{{#if:\|]]               | Idrissa Gueye           |
| 32 | DEF  | [[Fitxer:Flag of England.svg\|23x15px\|border \|alt=Anglaterra\|link=Selecció de futbol d'Anglaterra\|{{#if:\|]]           | Jarrad Branthwaite      |
| 37 | MIG  | [[Fitxer:Flag of England.svg\|23x15px\|border \|alt=Anglaterra\|link=Selecció de futbol d'Anglaterra\|{{#if:\|]]           | James Garner            |
| 39 | DEF  | [[Fitxer:Flag of Morocco.svg\|23x15px\|border \|alt=Marroc\|link=Selecció de futbol del Marroc\|{{#if:\|]]                 | Adam Aznou              |
| 42 | MIG  | [[Fitxer:Flag of England.svg\|23x15px\|border \|alt=Anglaterra\|link=Selecció de futbol d'Anglaterra\|{{#if:\|]]           | Tim Iroegbunam          |
| 45 | MIG  | [[Fitxer:Flag of England.svg\|23x15px\|border \|alt=Anglaterra\|link=Selecció de futbol d'Anglaterra\|{{#if:\|]]           | Harrison Armstrong      |
| 53 | POR  | [[Fitxer:Flag of England.svg\|23x15px\|border \|alt=Anglaterra\|link=Selecció de futbol d'Anglaterra\|{{#if:\|]]           | Harry Tyrer             |
| —  | POR  | [[Fitxer:Flag of Ireland.svg\|23x15px\|border \|alt=Irlanda\|link=Selecció de futbol de la República d'Irlanda\|{{#if:\|]] | Mark Travers            |
| —  | MIG  | [[Fitxer:Flag of England.svg\|23x15px\|border \|alt=Anglaterra\|link=Selecció de futbol d'Anglaterra\|{{#if:\|]]           | Kiernan Dewsbury-Hall   |

## Jugadors històrics destacats

### Onze ideal
A l'inici de la temporada 2003-04, amb motiu del seu 125è aniversari, els aficionats van votar l'onze ideal del club. Aquest fou:
- Neville Southall (1981–97)
- Gary Stevens (1982–89)
- Brian Labone (1958–71)
- Kevin Ratcliffe (1980–91)
- Ray Wilson (1964–69)
- Trevor Steven (1983–90)
- Alan Ball (1966–71)
- Peter Reid (1982–89)
- Kevin Sheedy (1982–92)
- Dixie Dean (1925–37)
- Graeme Sharp (1980–91)

### Membres de l'English Hall of Fame
Jugadors de l'Everton inclosos a l'English Football Hall of Fame:
| - Dixie Dean (2002) - Paul Gascoigne (2002) - James Alan Ball (2003) | - Tommy Lawton (2003) - Gary Lineker (2003) - Howard Kendall (2005) | - Peter Beardsley (2007) - Mark Hughes (2007) - Ray Wilson (2008) |

### Football League 100 Legends
Jugadors de l'Everton escollits a la Football League 100 Legends per la Lliga Anglesa de Futbol el 1998:
| - James Alan Ball - Dixie Dean | - Paul Gascoigne - Tommy Lawton | - Gary Lineker - Joe Mercer | - Neville Southall - Alex Young |

## Entrenadors
| - 1888-1889: W.E. Barclay - 1889-1901: Dick Molyneux - 1901-1918: Will Cuff - 1918-1919: W.J Sawyer - 1919-1935: Thomas H. McIntosh - 1939-1948: Theo Kelly - 1948-1956: Cliff Britton - 1956-1958: Ian Buchan - 1958-1961: Johnny Carey | - 1961-1973: Harry Catterick - 1973-1973: Tom Eggleston - 1973-1977: Billy Bingham - 1977-1977: Steve Burtenshaw - 1977-1981: Gordon Lee - 1981-1987: Howard Kendall - 1987-1990: Colin Harvey - 1990-1990: Jimmy Gabriel - 1990-1993: Howard Kendall | - 1993-1994: Jimmy Gabriel - 1994-1994: Mike Walker - 1994-1997: Joe Royle - 1997-1998: Howard Kendall - 1998-2002: Walter Smith - 2002-2013: David Moyes - 2013-2016: Roberto Martinez - 2016-2017: Ronald Koeman - 2017-2018: Sam Allardyce - 2018-actualitat: Marco Silva |